# Bisdom Matamoros
Het bisdom Matamoros (Latijn: Dioecesis Matamorensis) is een rooms-katholiek bisdom met als zetel Matamoros, in Mexico. Het bisdom is suffragaan aan het aartsbisdom Monterrey. 

## Geschiedenis
Het bisdom werd opgericht op 16 februari 1958, uit delen van het bisdom Ciudad Victoria-Tamaulipas.

## Parochies
Het bisdom had in 2021 een oppervlakte van 19.457 km2 en telde 1.527.193 inwoners waarvan 83,0% rooms-katholiek was.

## Bisschoppen
- Estanislao Alcaraz y Figueroa (20 januari 1959 - 3 maart 1968)
- Sabás Magaña García (30 december 1968 - 7 november 1990)
- Francisco Javier Chavolla Ramos (1 juni 1991 - 27 december 2003)
- Faustino Armendáriz Jiménez (4 januari 2005 - 20 april 2011)
- Ruy Rendón Leal (16 juli 2011 - 26 april 2016)
- Eugenio Andrés Lira Rugarcía (22 september 2016 - heden)

Monterrey (aartsbisdom) · Ciudad Victoria · Linares · Matamoros · Nuevo Laredo · Piedras Negras · Saltillo · Tampico